# Liku (Wallis und Futuna)
Liku ist ein Dorf im Distrikt Hahake im Königreich Uvea, welches als Teil des französischen Überseegebiets Wallis und Futuna zu Frankreich gehört.

## Lage
Liku liegt im Nordosten des Distrikts Hahake an der Küste und grenzt im Süden an Akaʻaka. Das eher dünn bebaute Siedlungsgebiet reicht bis nach Mata Utu. Die Insel, auf der sich das Dorf befindet, Uvea, gehört zu den Wallis-Inseln.
Im Dorf gibt es zwei Kapellen. Nahe der Chapelle Liku befindet sich ein Restaurant.